# Candor (New York)
Candor è un comune degli Stati Uniti d'America, situato nello Stato di New York, nella contea di Tioga.